# For Lady Day
For Lady Day — концертный альбом американской певицы Кармен Макрей, выпущенный в двух частях в 1995 году лейблом Novus Records. Альбом является данью уважения певице Билли Холидей, которая была наставницей и подругой Макрей. Сет был записан ещё в канун нового 1984 года в нью-йоркском ночном клубе Blue Note, прямую трансляцию вела джазовая радиостанция WBGO-FM (Jazz 88).

## Отзывы критиков
| Оценки критиков                            | Оценки критиков |
| Источник                                   | Оценка          |
| ------------------------------------------ | --------------- |
| AllMusic                                   | ·               |
| Encyclopedia of Popular Music              | [ 4 ]           |
| The Rolling Stone Jazz & Blues Album Guide | ·               |

Рецензент AllMusic Скотт Яноу, комментируя первую часть альбома: «В первом из двух томов Макрей, которая трогательно рассказывает о Леди Дэй в начале сета и аккомпанирует себе на фортепиано в песне „I’m Pulling Through“, находится в отличной форме, сочетая мощь и диапазон её прежних лет с эмоциональной глубиной и привычной фразировкой её позднего периода. Макрей действительно вникает в материал, интерпретируя песни в своём собственном стиле, но с понимающим уклоном в сторону Холидей. Этот замечательный сет намного превосходит большинство трибьют-альбомов Билли Холидей и напоминает о том, как сильно нам не хватает Кармен Макрей». Говоря о второй части, Кен Дрйден заявляет: «Макей не пытается петь материал Холидей таким же образом, а использует свой собственный мощный, эмоциональный подход, часто отставая от ритма. Макрей также углубляется в песни, которые исполняла Холидей, но которые не так легко ассоциируются с ней, такие как „Laughing at Life“ и „You Ain’t Gonna Bother Me No More“».
В журнале Stereo Review заявили, что альбом не представляет покойную Кармен Макрей в её лучшем проявлении. «Слишком много болтовни; кто-то должен был сказать ей, чтобы она перестала болтать и продолжала петь», — написал рецензент.

## Список композиций

### Volume 1
1. «Intro» — 3:31
2. «Miss Brown to You» — 2:34
3. «Good Morning Heartache» — 4:22
4. «I’m Gonna Lock My Heart (And Throw Away the Key)» — 4:24
5. «Fine and Mellow» — 6:24
6. «Them There Eyes» — 1:26
7. «Lover Man» — 6:29
8. «I Cried for You» — 2:19
9. «God Bless the Child» — 6:42
10. «I Hear Music» — 2:58
11. «I’m Pulling Through» — 3:12
12. «Don’t Explain» — 4:06
13. «What a Little Moonlight Can Do» — 2:50

### Volume 2
1. «Intro» — 3:27
2. «Laughing at Life» — 2:06
3. «You Ain’t Gonna Bother Me No More» — 3:48
4. «Easy Livin’» — 2:53
5. «Yesterdays» — 6:18
6. «My Old Flame» — 1:26
7. «Nice Work If You Can Get It» — 2:50
8. «Billie’s Blues» — 4:48
9. «Travelin’ Light» — 3:26
10. «Medley: If You Were Mine/ It’s Like Reaching for the Moon» — 5:46
11. «I’m Painting the Town Red» — 1:36
12. «You’ve Changed» — 5:31
13. «Mean to Me» — 3:12

## Участники записи
- Кармен Макрей — вокал, фортепиано
- Зут Симс — тенор-саксофон
- Джон Лефтвич — бас-гитара
- Дональд Бэйли — ударные
- Маршалл Отуэлл — фортепиано
- Ронда Гамильтон — интро

## Чарты
| Чарт (1995)                     | Высшая позиция |
| ------------------------------- | -------------- |
| США (Billboard Top Jazz Albums) | 17             |